# Phoebetria
Phoebetria es un género de aves procelariformes de la familia Diomedeidae, que contiene dos especies, Phoebetria fusca y Phoebetria palpebrata. Habitan en el Hemisferio sur en todos los océanos.